# Opistognathus simus
Opistognathus simus är en fiskart som beskrevs av Smith-vaniz 2010. Opistognathus simus ingår i släktet Opistognathus och familjen Opistognathidae. Inga underarter finns listade i Catalogue of Life.